# Льянос
Льянос (ісп. Los Llanos — «рівнини», від лат. planus — «плаский», «рівнинний») — великий рівнинний регіон, розташований на схід від Анд на території Колумбії та Венесуели. Ландшафт Льяносу переважно представлений тропічними та субекваторіальними саванами і степами, які характеризуються чітко вираженим сезонним зволоженням. Регіон інтенсивно використовується для розведення великої рогатої худоби. Всесвітній фонд дикої природи виділяє Льянос в окремий неотропічний екорегіон тропічних та субтропічних луків, саван і чагарників (ідентифікатор WWF: NT0709).

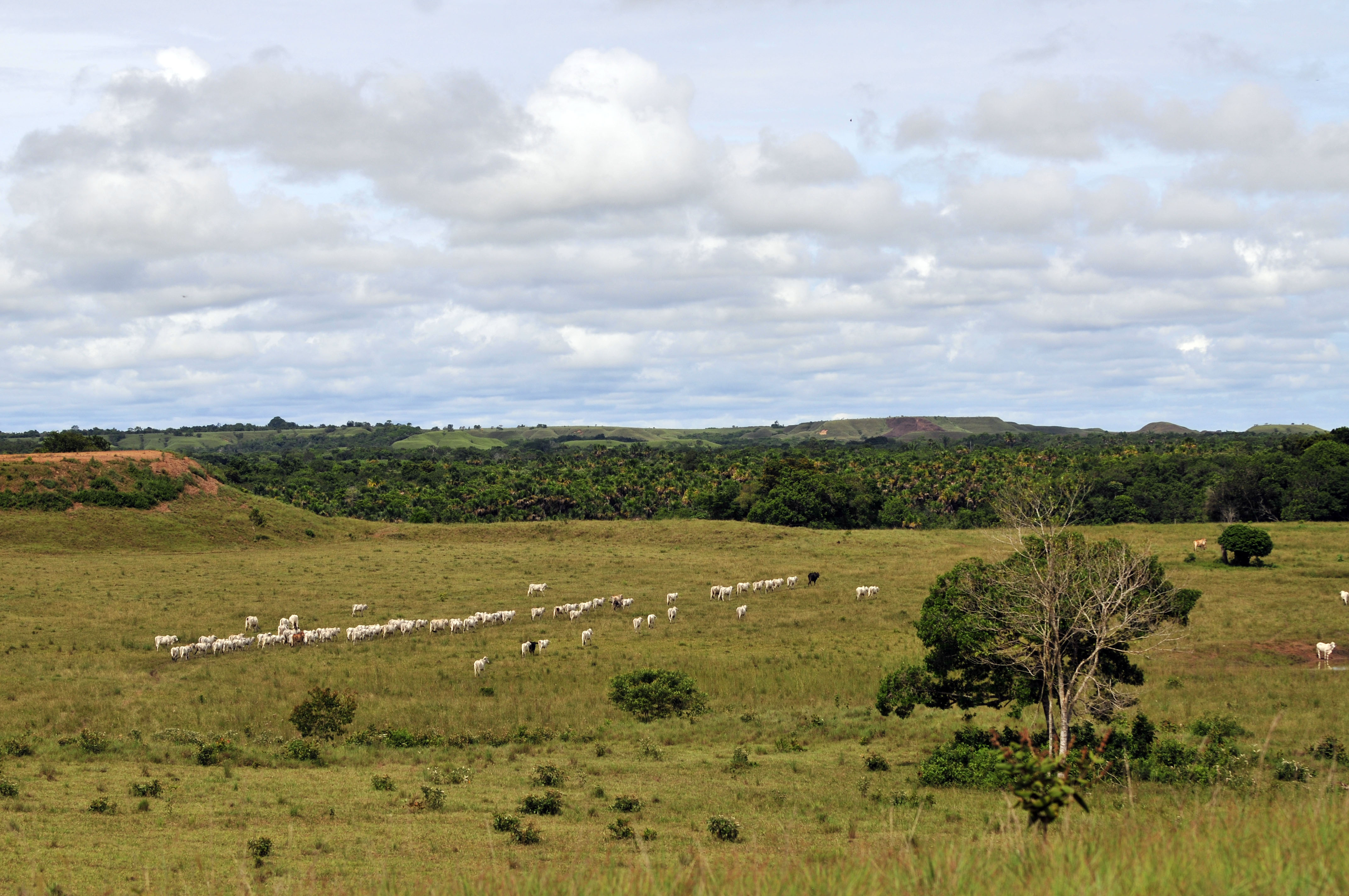
Ландшафт Колумбійського Льяносу

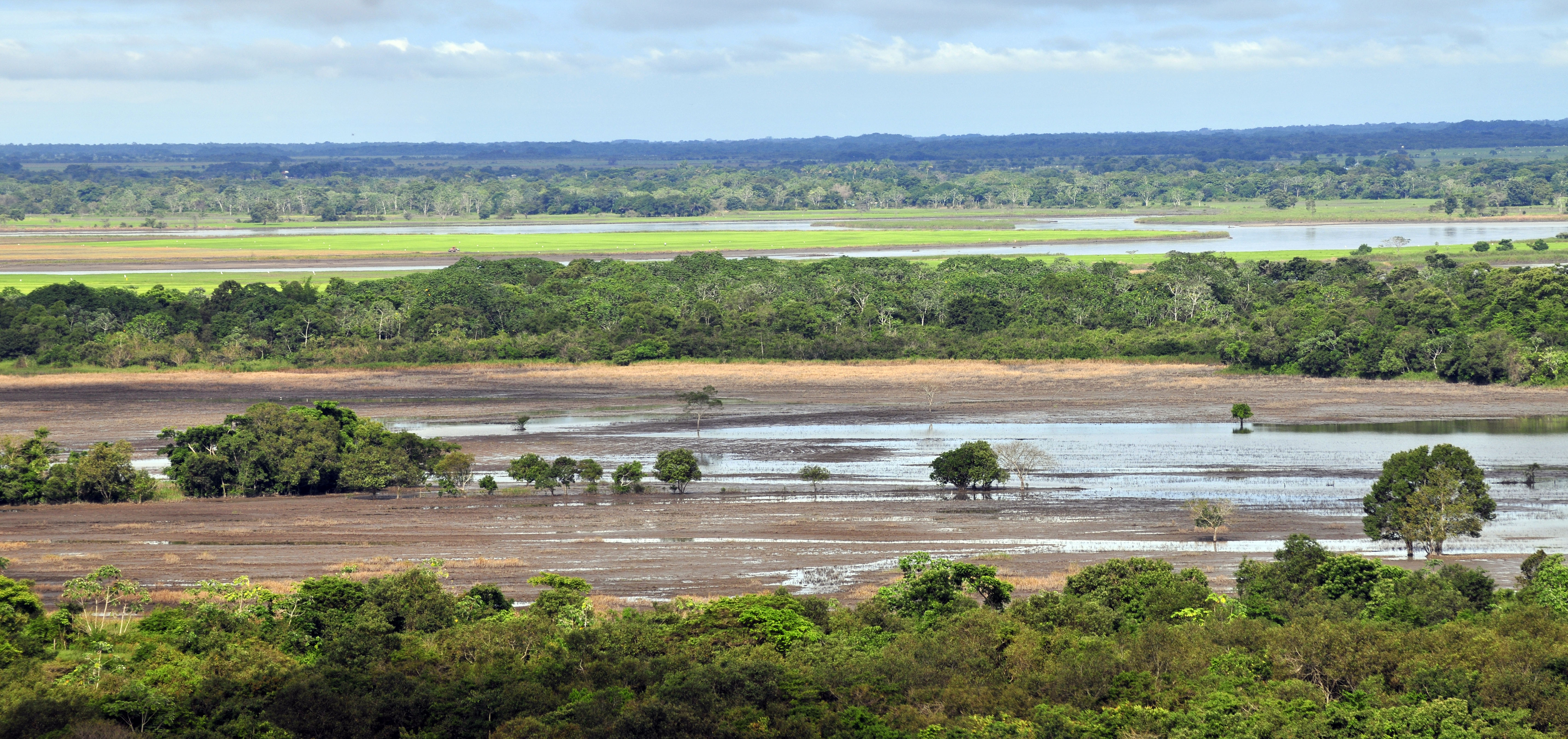
Затоплювані савани у Колумбійському Льяносі

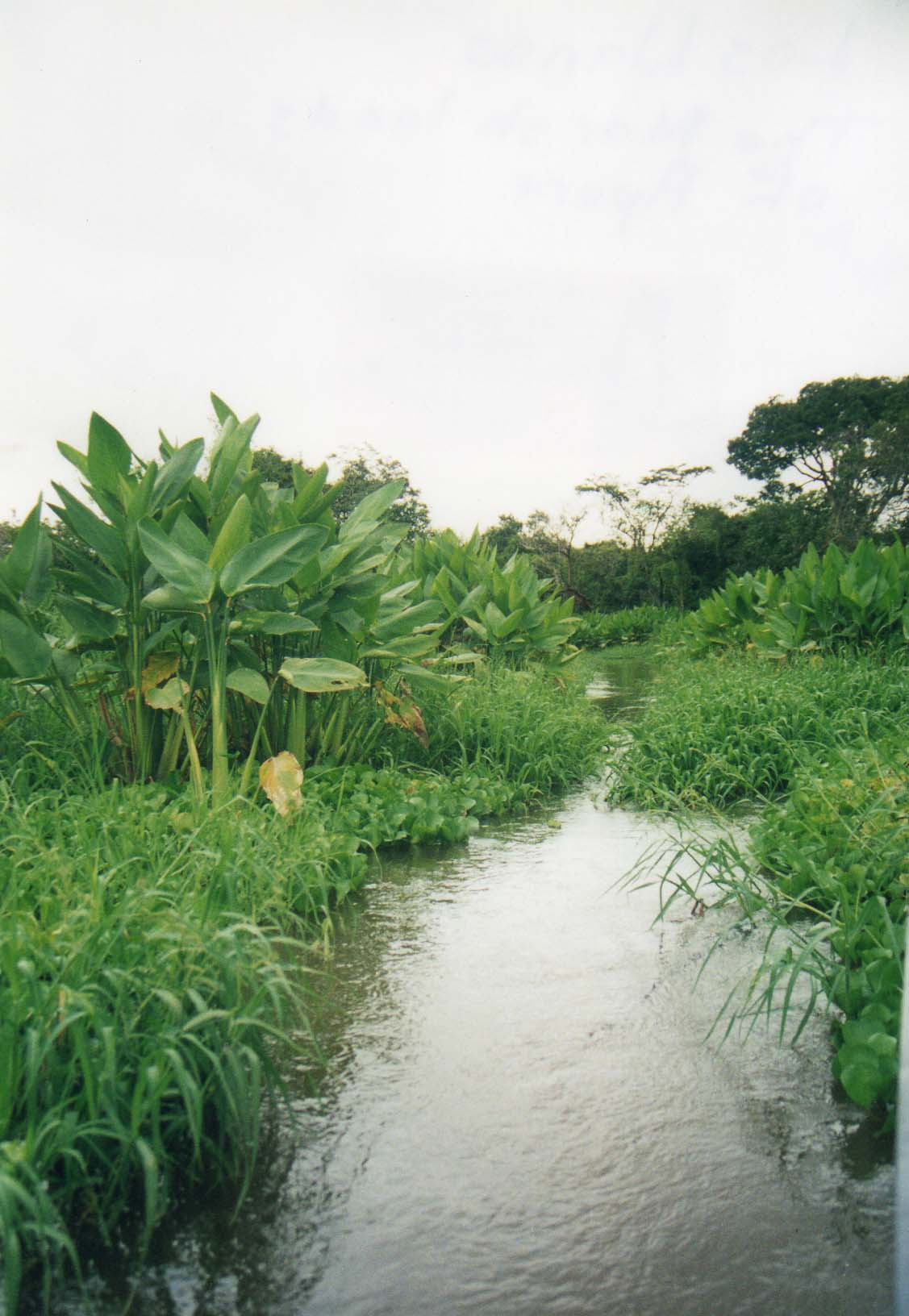
Затоплювана савана під час вологого сезону

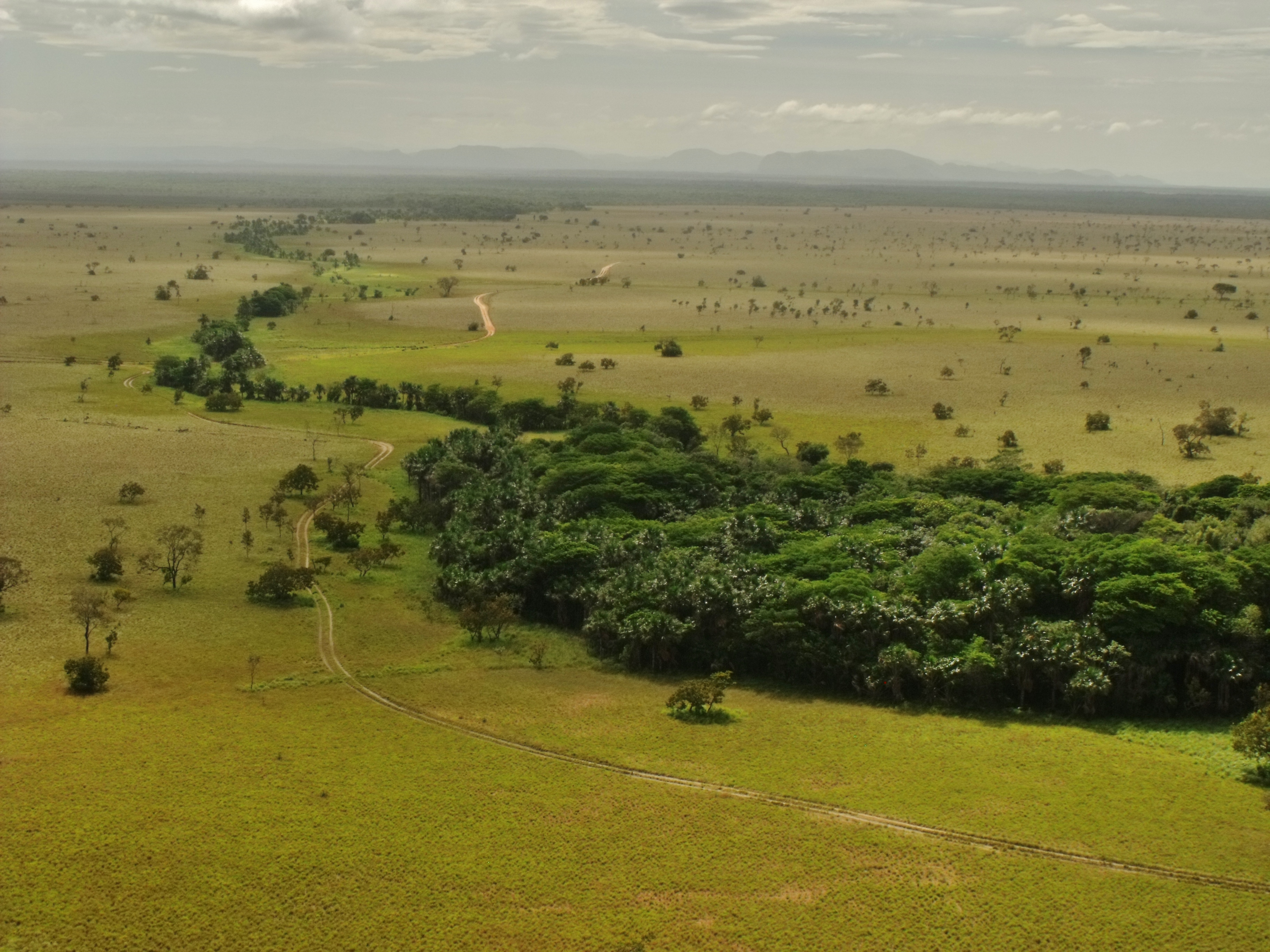
Галерейний ліс у Національному парку Сантос-Лусардо

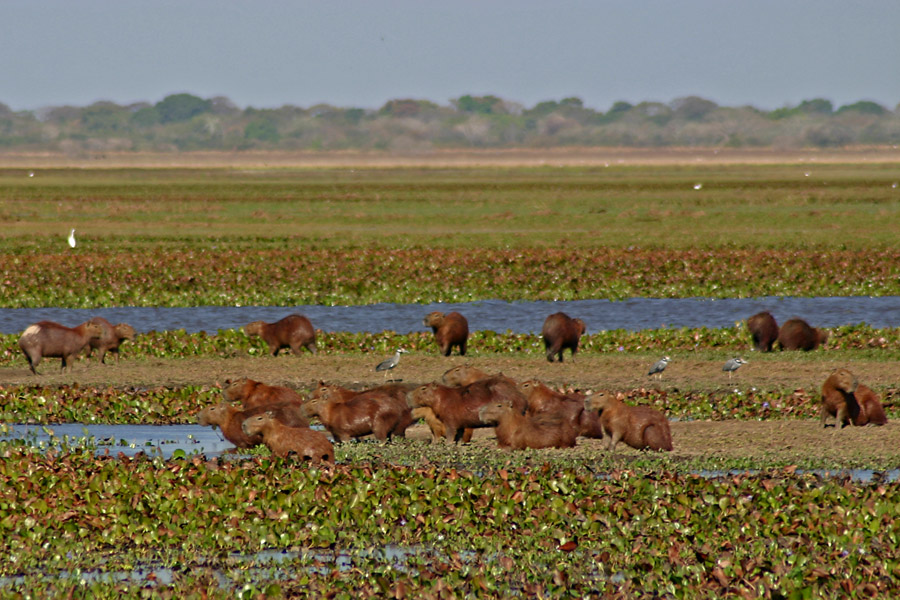
Група капібар у Венесуелі

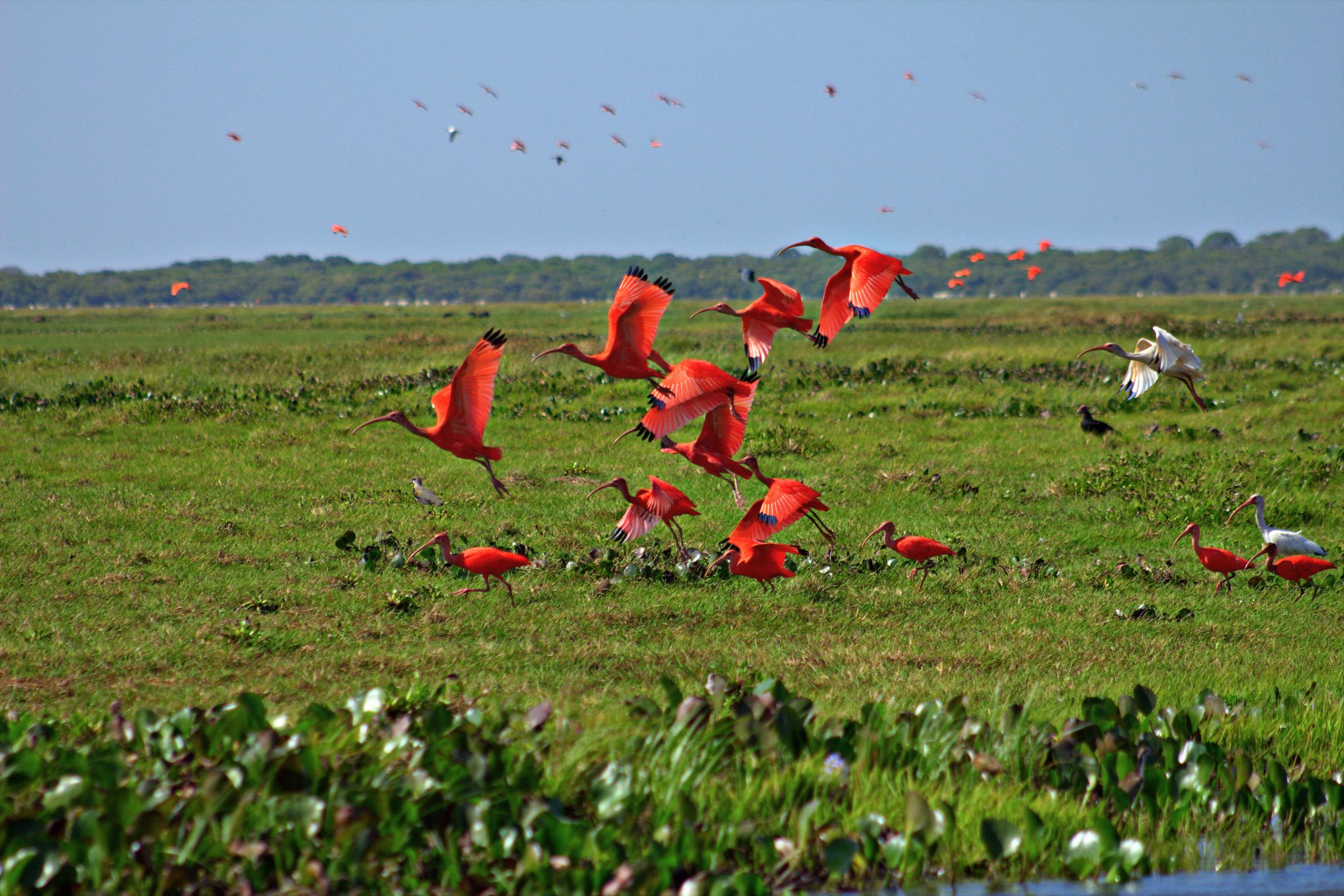
Ібіси у водно-болотних угіддях Льяносу

## Географія
Льянос охоплює велику область, що простягається на 1200-1300 км з південного заходу на північний схід через північно-західну частину Південної Америки, від східних передгір'їв Колумбійських Анд до дельти Ориноко. З заходу він обмежений Андами, з півночі — горами Венесуельського Прибережного хребта, а з південного сходу — Гвіанським нагір'ям. Більша частина Льяносу знаходиться в межах басейну Ориноко, а сама Ориноко, одна з найбільших річок Південної Америки та всього світу, протікає уздовж південно-східної межі регіону, частково формуючи кордон між Колумбією та Венесуелою. З Анд через територію Льяносу до Ориноко стікають численні річки, найбільшими з яких є Мета, Араука, Вічада, Сінаруко, Апуре та Капанапаро.
На заході, у передгір'ях Анд, савани Льяносу переходять у сухі ліси Апуре та Вільявісенсіо, а на півночі, у передгір'ях Венесуельського Прибережного хребта, — у склерофітні чагарники Ла-Кости. У районі дельти Ориноко на північний схід від Льяносу поширені заболочені ліси дельти Ориноко та водно-болотні угіддя дельти Ориноко, а на південний схід — вологі ліси Гвіани, вологі ліси передгір'їв Гвіани та вологі ліси Гвіанського нагір'я. На південному заході савани Льяносу переходять у вологі ліси Негру та Бранку, які є частиною Амазонії.
З геологічної точки зору цей відносно молодий рівнинний регіон утворився у великій геосинкліналі між Гвіанським нагір'ям та Андами. Протягом третинного періоду цей басейн заповнився осадовими породами з навколишніх гір і зазнав серії просідань, внаслідок чого сучасний ландшафт Льяносу представлений алювіальними низинами та високими рівнинами. Значну частину регіону займає Низький Льянос — майже ідеально пласкі алювіальні низовини, які лежать на висоті 40-70 м над рівнем моря. З півдня та півночі здіймаються пласкі височини Високого Льяносу, також відомі як "меси". У передгір'ях виділяються вищі платоподібні рівнини, відомі як "п'ємонти". У деяких місцях їх перетинають кристалічні хребти — "сьєрри".

### Фізико-географічне районування
Загалом Льянос демонструє високу неоднорідність ландшафтів та типів рослинності. Венесуельська частина регіону поділяється на сім областей (з південного заходу на північний схід):
- Західний Льянос;
- Апурійський Льянос;
- Низький Центральний Льянос;
- Високий Центральний Льянос;
- Западина Унаре[en];
- Східні меси;
- Східний або Монагаський Льянос.

Для колумбійської частини регіону було запропоновано кілька класифікацій фізико-географічного районування. Згідно однієї, Колумбійський Льянос ділиться на передгір'я, алювіальні рівнини та високі рівнини, які можна розділити на добре дреновані високі рівнини та заплавні високі рівнини. Згідно іншої класифікації, його можна розділити на сім областей:
- височини;
- дуже розчленовані високі рівнини;
- гвіанські піщані високі рівнини;
- передгірські незатоплювані савани;
- чагарникові савани або "меданос";
- затоплювані савани еолових рівнин;
- ділянки затоплюваних саван та лісів у заплавних долинах.

Ці класифікації дають уявлення про високе різноманіття ландшафтів Льяносу, враховуючи, що кожна з цих зон має специфічну рослинність, ґрунти, рельєф та гідрологічний режим.

### Ґрунти
В межах Льяносу домінують червоні фералітні ґрунти (ультісолі та оксісолі), різноманіття типів яких залежить від топографічного положення. На північ від Ориноко у Льяносі переважають піщано-глинисті ґрунти. Ґрунти, поширені на височинах, мають вищу частку піску, ніж ґрунти низовин, а також характеризуються низькою родючістю через вилуговування, високою кислотністю (pH між 4,5 та 5,5), низьким вмістом органічних речовин, високим вмістом заліза та алюмінія, а також дефіцитом фосфора та кальція. У багатьох районах поблизу поверхні ґрунту спостерігається зцементований твердий покрив (плінтит), який впливає на фільтрацію води та ускладнює приживлення дерев. У сезонно затоплюваних низинних саванах ґрунти дещо багатші, з вищою часткою мулу та органічних речовин, а також більш родючі.

### Адміністративно-територіальний розподіл
Екорегіон Льяносу охоплює територію площею 375 786 км². Він простягається через східну частину Колумбії та центральну частину Венесуели, від 3° до 10° північної широти та від 62° до 74° західної довготи.
Колумбійська частина Льяносу відома як Оринокія або Льянос-Орієнталес. Вона майже повністю розташована в межах чотирьох департаментів: Арауки, Касанаре, Мети та Вічади. Південною межею Колумбійського Льяносу вважається річка Гуав'яре. Незважаючи на те, що Оринокія займає майже чверть території Колумбії, цей регіон здебільшого малонаселений: тут проживає близько півмільйона людей.
Венесуельська частина Льяносу майже повністю охоплює територію штату Апуре, а також включає частини штатів Барінас, Португеса, Кохедес, Гуаріко, Ансоатегі та Монагас, тобто близько чверті території країни. У Венесуельському Льяносі проживає понад 10 % населення Венесуели. Найбільшими містами регіону є Матурін, населення якого становить понад 753 000 людей, та Акарігуа, у якому проживає понад 400 000 людей.

## Клімат
На більшій частині Льяносу переважає саванний клімат (Aw за класифікацією кліматів Кеппена), який характеризується високою температурою протягом всього року та різкою сезонністю опадів, а у більш вологій південній частині регіону — мусонний клімат (Am за класифікацією Кеппена). Середньорічна кількість опадів в регіоні коливається від 2500 мм на південному заході до 1200-1600 мм в Апуре та до 800-1200 мм в Монагасі на північному сході. В середині року спостерігається чітко виражений сезон дощів, який може тривати до десяти місяців на південному заході та до семи місяців на північному сході. До 95 % від річної кількості опадів випадає у період з квітня по листопад, причому протягом червня та липня щомісяця випадає понад 400 мм опадів. З грудня по квітень спостерігається період інтенсивної посухи тривалістю від 3 до 5 місяців, під час якого місячна кількість опадів становить менше 50 мм. Середньорічна температура у Льяносі становить приблизно 27 °C. Різниця між середніми температурами найхолодніших місяців (червень, липень, грудень і січень) та найтепліших місяців (березень і квітень) дуже невелика і становить близько 2 °C, натомість добові коливання температури можуть становити 13-17 °C.

## Флора
Згідно з класифікацією Холдріджа, яка базується на кліматичних характеристиках, Льянос мав би бути вкритий сухими листяними лісами, однак натомість у регіоні переважають різні типи саван, які перемежовуються ділянками лісів. Фактично, Льянос є дуже флористично неоднорідним регіоном. Основними рослинними угрупованнями Льяносу є відкриті луки, савани, по яким розкидані поодинокі дерева або групи дерев, а також невеликі ділянки лісів, які зазвичай являють собою галерейні ліси, поширені уздовж річок і струмків. У регіоні трапляються ділянки сезонно затоплюваних луків і саван (ісп. llano bajo — низькі рівнини), а також ділянки луків і саван, які залишаються сухими протягом всього року (ісп. llano alto — високі рівнини).

### Савани
Савани Льяносу характеризуються високим структурним різноманіттям. Лише у венесуельській частині регіону виділяють понад десять різних типів саван, які відрізняються за ступенем зволоження, наявністю або відсутністю дерев і кущів та флористичним складом трав'яного ярусу. Кожен тип саван приурочений до певних типів рельєфу і зазвичай пов'язаний з певним типом ґрунтів.
Луки та савани високих рівнин або льяно-альто, поширені на піщаних, бідних на поживні речовини ґрунтах, є найпоширенішим типом саван в регіоні, який займає близько двох третин Венесуельського Льяносу, а також значну частину колумбійської Оринокії. Їх основу складають трав'янисті рослини та чагарники заввишки 30-100 см, які утворюють купини на відстані 10-30 см один від одного. У саванах льяно-альто зустрічається 285 видів квіткових рослин, що належать до 55 родин. Найпоширенішими травами, що домінують у цих саванах, є різні види шорсткоборідників (Trachypogon spp.), зокрема колосисті шорсткоборідники (Trachypogon spicatus) та пухнасті шорсткоборідники (Trachypogon vestitus), а також інші злаки, зокрема сиві килимники (Axonopus canescens), сланкі килимники (Axonopus anceps), бородачники Селлова (Andropogon selloanus), вовнисті антенантії (Anthenantia lanata), кілясті двоколосники (Paspalum carinatum), індійські спороболуси (Sporobolus indicus), кубинські спороболуси (Sporobolus cubensis) і різні види арістіди (Aristida spp.), та осоки, зокрема різні види дзьобонасінника (Rhynchospora spp.) і волосистої осоки (Bulbostylis spp.). Також у саванах льяно-альто зустрічається багато представників родини Бобові (Fabaceae), зокрема різні види мімоз (Mimosa spp.), кассій (Cassia spp.), десмодіумів (Desmodium spp.), еріосем (Eriosema spp.), галактій (Galactia spp.), індигофер (Indigofera spp.), квасоль (Phaseolus spp.), стилосоцвітів (Stylosanthes spp.), зорній (Zornia spp.) та козячих рут (Tephrosia spp.). Найпоширенішими деревами у саванах високих рівнин є дерева нансе (Byrsonima crassifolia), дикі кеш'ю (Curatella americana) та північні боудіхії (Bowdichia virgilioides). Вони можуть рости як поодиноко, так і утворювати лісові скупчення, відомі як "матас". Площа цих лісових масивів може коливатися від менше 12 м у діаметрі до 1 гектара або більше. Часто ці ділянки є залишками листяних сухих лісів, які колись вкривали набагато більші площі, однак були знищені людьми. Савани льяно-альто історично використовувалися у екстенсивному скотарстві, однак їхні трави поганої якості, а їх продуктивність низька.
Протягом сезону дощів з травня по жовтень деякі частини Льяносу можуть затоплюватися водою на глибину до метра. Це перетворює савани та луки на тимчасові водно-болотні угіддя, які можна порівняти з Пантаналом у центральній частині Південної Америки. Такі затоплювані савани, відомі як льяно-бахо, мають більш родючі ґрунти, ніж савани високих рівнин. Для них характерні злаки та інші трав'янисті рослини, зокрема пучкуваті двоколосники (Paspalum fasciculatum), які на піку сезону опадів можуть витримувати затоплення на понад два метри. Подекуди пучкуваті двоколосники (Paspalum fasciculatum) можуть утворювати майже моновидові зарості, які мають високу продуктивність (до 25 тон/га) і забезпечують хороші пасовища під час посухи. Двоколосникові затоплювані савани складають близько 15 % від усіх саван Венесуели. Інші затоплювані савани утворюються на місці колишніх річкових русел, які представляють собою ряди пологих схилів. У цих саванах окрім трав зустрічаються деякі дерева, які є залишками колишньої рослинності галерейних лісів. Крім того, у Льяносі зустрічаються два особливі різновиди затоплюваних саван, які займають порівняно невеликі площі, — відкриті затоплювані савани або "естеро-де-камагуан", які затоплені протягом більшої частини року на глибину 30-100 см і характеризуються наявністю льяноських пальм (Copernicia tectorum), та чагарникові затоплювані савани, або "конгріалес".

### Ліси
Окрім саван, у Льяносі зустрічається кілька різновидів лісів. Найпоширенішими з них є галерейні ліси, поширені уздовж річок і струмків. У деяких випадках під час сезону дощів річки виходять з берегів, затоплюючи галерейні ліси таким чином, що вони перетворюються у сезонні заболочені ліси. Різновидами заболочених лісів Льяносу є "моріхалеси", які характеризуються наявністю звивистих мавріцій або пальм моріче (Mauritia flexuosa), та "вегаси" — вічнозелені ліси висотою 8-20 м, у яких переважають крушинолисті комбретуми (Combretum frangulifolium), королівські густавії (Gustavia augusta), великі птерокарпуси (Pterocarpus dubius), жовті момбіни (Spondias mombin), пухнастоцвіті копайби (Copaifera pubiflora) та різні види інг (Inga spp.) і птерокарпусів (Pterocarpus spp.). У галерейних лісах, що ростуть на високих берегах і таким чином уникають затоплення, більшість дерев є напівлистяними і досягають 12-15 м у висоту, а підлісок є доволі розвинений.
Ймовірно, значну частину Льяносу раніше вкривали сухі листяні ліси, дерева у яких скидали листя під час сухого сезону, однак наразі вони скоротилися до окремих лісових ділянок або навіть дуже маленьких скупчень дерев у саванах, відомих як "матас". Листяні ліси зазвичай виростають до 8-15 м заввишки, дуже густі та мають добре розвинений напівлистяний чагарниковий підлісок. Серед найпоширеніших дерев, що складають основу листяних лісів Льяносу, слід відзначить чорну кібрахачу (Handroanthus billbergii), дрібнолисту годманію (Godmania aesculifolia), бронзову кассію (Cassia moschata), жовту момбіну (Spondias mombin), пухнастоцвіту копайбу (Copaifera pubiflora), куманську буррерію (Bourreria cumanensis), гумбо-лімбо (Bursera simaruba), розу-амарілло (Cochlospermum vitifolium), динамітне дерево (Hura crepitans), купчасту акацію (Acacia glomerosa) та різні види кордій (Cordia spp.).
Ще одним типом рослинності, поширеним у Льяносі, є листяні та напівлистяні чагарники "маторралесу", які виростають до 5-8 м заввишки. Найімовірніше, вони являють собою вторинну рослинність, яка розвинулася на місці колишніх сухих листяних лісів. Характерними видами, що складають основу цих угруповань, є куманські буррерії (Bourreria cumanensis), білі індигоягідники (Randia aculeata), дрібнолисті годманії (Godmania aesculifolia), дерева гуамачо (Leuenbergeria guamacho), ксилосми Бентема (Xylosma benthamii) та шестигранні цереуси (Cereus hexagonus), а також різні види мескітових дерев (Prosopis spp.) та еритроксилумів (Erythroxylum spp.)
Загалом Льянос характеризується меншим флористичним різноманіттям та нижчим рівнем ендемізму, ніж сусідні екорегіони. У колумбійській частині регіону було зареєстровано 2126 видів рослин з 807 родів та 180 родин. Найбільше різноманіття спостерігалося серед родин Маренові (Rubiaceae) — понад 700 видів, Бобові (Fabaceae) — 255 видів, Злакові (Poaceae) — 214 видів та Осокові (Cyperaceae) — 96 видів. Географічно найбільше різноманіття характерне для високих рівнин, де зустрічається понад 1500 видів. Найбільше біорізноманіття зосереджене у лісах Льяносу.
Для Льяносу характерна невелика кількість ендемічних видів рослин. Серед ендеміків екорегіону, поширених у саванах, слід відзначити вероніку Арістегієти (Critoniopsis aristeguietae), буррерію Арістегієти (Bourreria aristeguietana), стілпнопаппус Піттьє (Stilpnopappus pittieri), апурійський стілпнопаппус (Stilpnopappus apurensis), венесуельський гіменокалліс (Hymenocallis venezuelensis) та червонуватий шерстестебельник (Eriocaulon rubescens), а серед ендемічних видів, поширених у галерейних лісах, — гостру густавію (Gustavia acuta).

## Фауна

### Ссавці
Враховуючи протяжність Льяносу, його фауна характеризується відносно низьким різноманіттям, особливо серед ссавців. Дивовижною особливістю фауни місцевих саван є практично повна відсутність місцевих копитних, особливо у порівнянні з африканськими саванами. Майже всі африканські копитні спеціалізуються на саванових екосистемах, тоді як у саванах Льяносу зустрічаються лише венесуельські білохвості олені (Odocoileus virginianus gymnotis), і навіть ці тварини досягають найбільшої щільності у галерейних лісах та у перехідних зонах між саванами і лісами. У вологих і заболочених саванах нішу великих травоїдних тварин займають великі капібари (Hydrochoeris hydrochaeris) — найбільші гризуни світу, вага яких може досягати 50 кг. Також у відкритих саванах зустрічаються великі мурахоїди (Myrmecophaga tridactyla), гігантські броненосці (Priodontes maximus), флоридські кролики (Sylvilagus floridanus) та різноманітні гризуни, зокрема бавовняні хом'яки Олстона (Sigmodon alstoni), білочереві рисові хом'яки (Oecomys bicolor), звичайні очеретяні миші (Zygodontomys brevicauda) та вечірні миші Хуммелінка (Calomys hummelincki).
Загалом у відкритих саванах Льяносу зустрічається мало великих ссавців. Більшість з них зосереджені поблизу постійних та тимчасових джерел води, зокрема у галерейних і листяних лісах. Тут зустрічаються південноамериканські тапіри (Tapirus terrestris), білохвості олені (Odocoileus virginianus), американські мазами (Mazama americana), амазонійські мазами (Mazama nemorivaga), ошийникові пекарі (Dicotyles tajacu), звичайні пекарі (Tayassu pecari), ведмежі ревуни (Alouatta arctoidea) та руді ревуни (Alouatta seniculus), а також пуми (Puma concolor) та ягуари (Panthera onca). Ягуари, поширені у Венесуельському Льяносі, є одними з найбільших представників свого виду із середньою вагою самців понад 100 кг. Серед інших ссавців, поширених у лісах Льяносу, слід відзначити оливкових капуцинів (Cebus olivaceus), чубатих капуцинів (Sapajus apella), оцелотів (Leopardus pardalis), ягуарунді (Herpailurus yagouaroundi), майконгів-крабоїдів (Cerdocyon thous), низинних пак (Cuniculus paca), чорних агуті (Dasyprocta fuliginosa), бразильських коенду (Coendou prehensilis), південних опосумів (Didelphis marsupialis), дев'ятипоясних броненосців (Dasypus novemcinctus) та американських тамандуа (Tamandua tetradactyla). 
У Ориноко та його притоках зустрічаються дуже рідкісні оринокські річкові дельфіни (Inia humboldtiana), неотропічні видри (Lontra longicaudis) та гігантські видри (Pteronura brasiliensis), які перебувають під загрозою зникнення. Іноді у Ориноко запливають американські ламантини (Trichechus manatus), які живляться водною рослинністю. Ендеміками Льяносу є нічні мавпи Брумбака (Aotus brumbacki), венесуельські кролики (Sylvilagus varynaensis), льяноські довгоносі броненосці (Dasypus sabanicola) та щетинці О'Коннелла (Proechimys oconnelli).

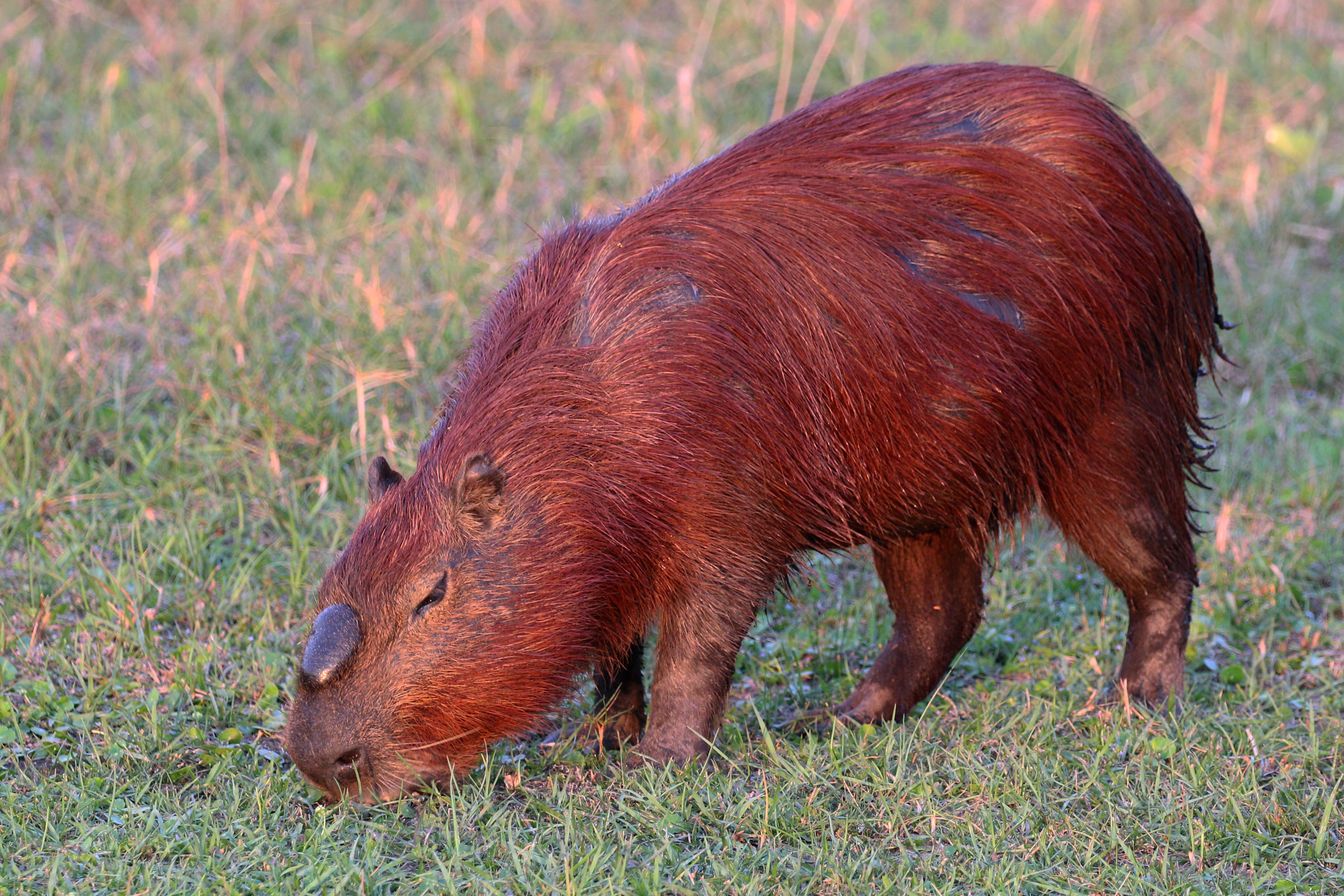
Велика капібара (Hydrochoeris hydrochaeris)
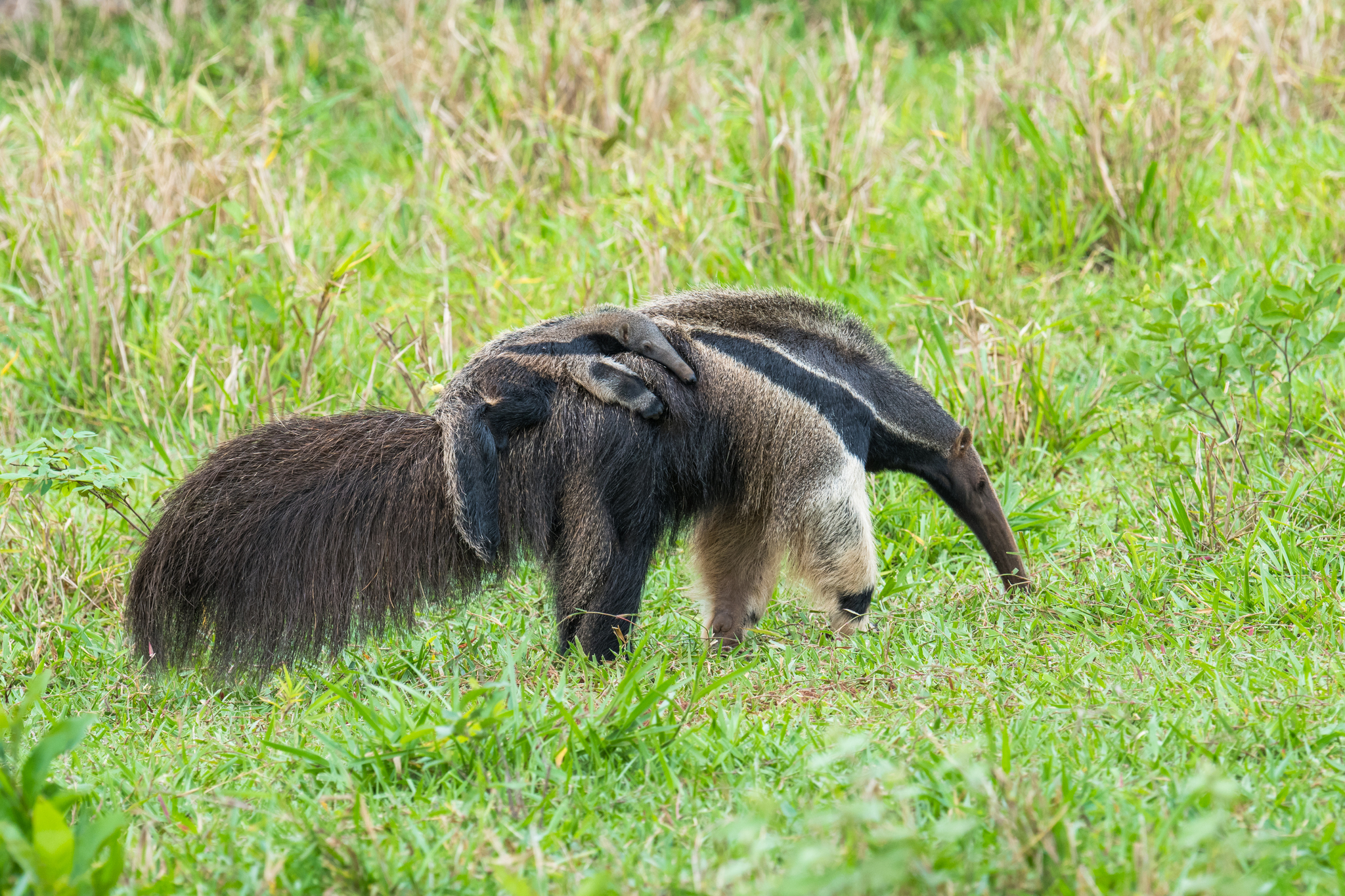
Великий мурахоїд (Myrmecophaga tridactyla)
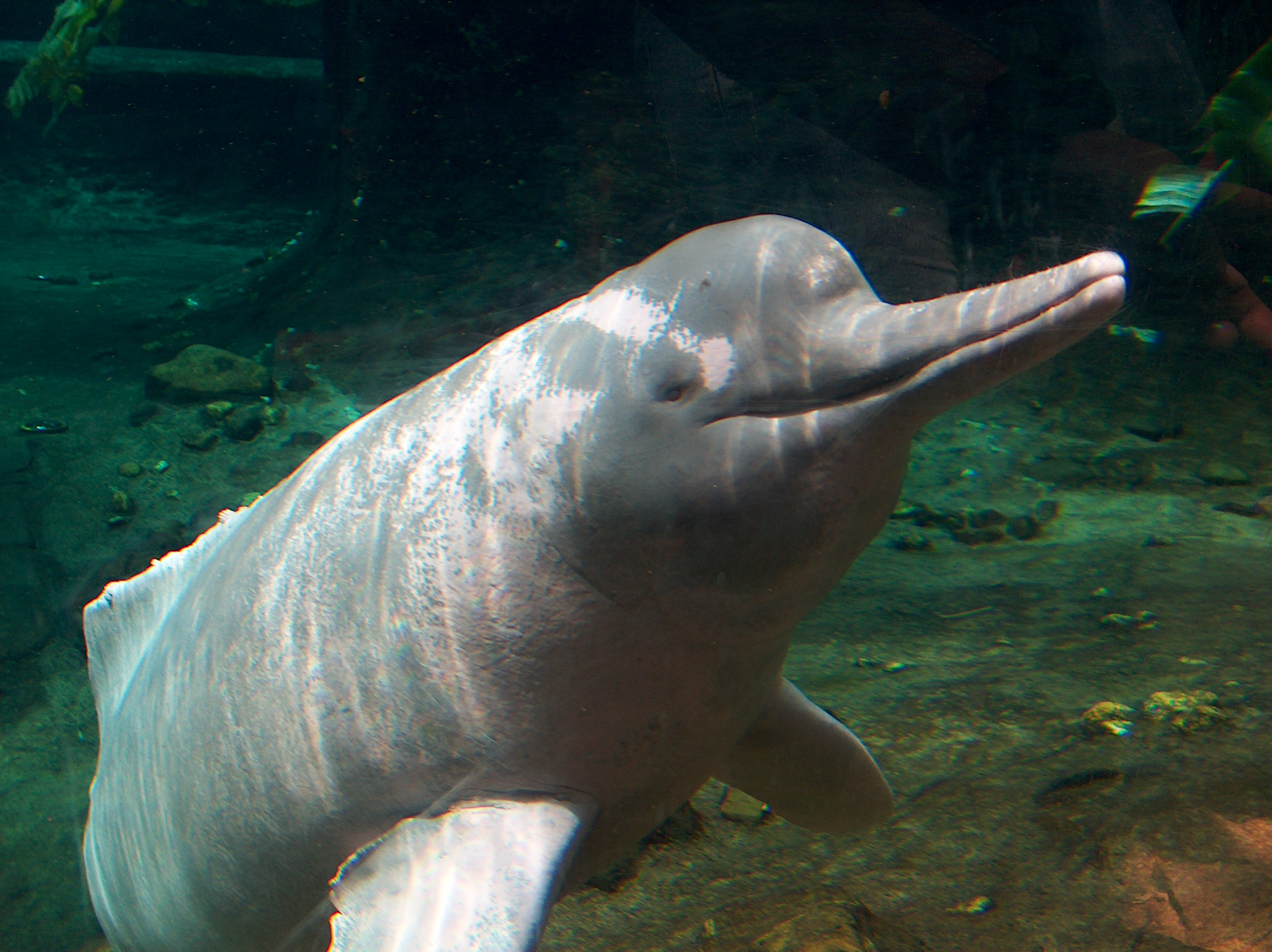
Оринокський річковий дельфін (Inia geoffrensis)
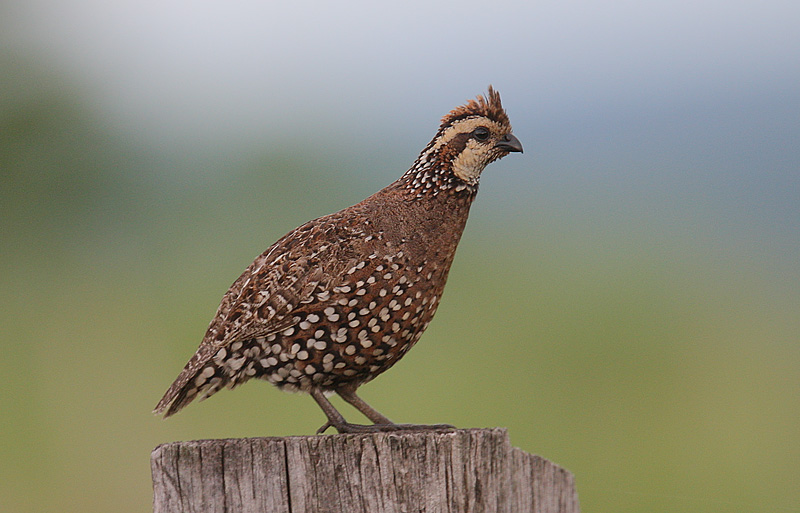
Чубата перепелиця (Colinus cristatus)
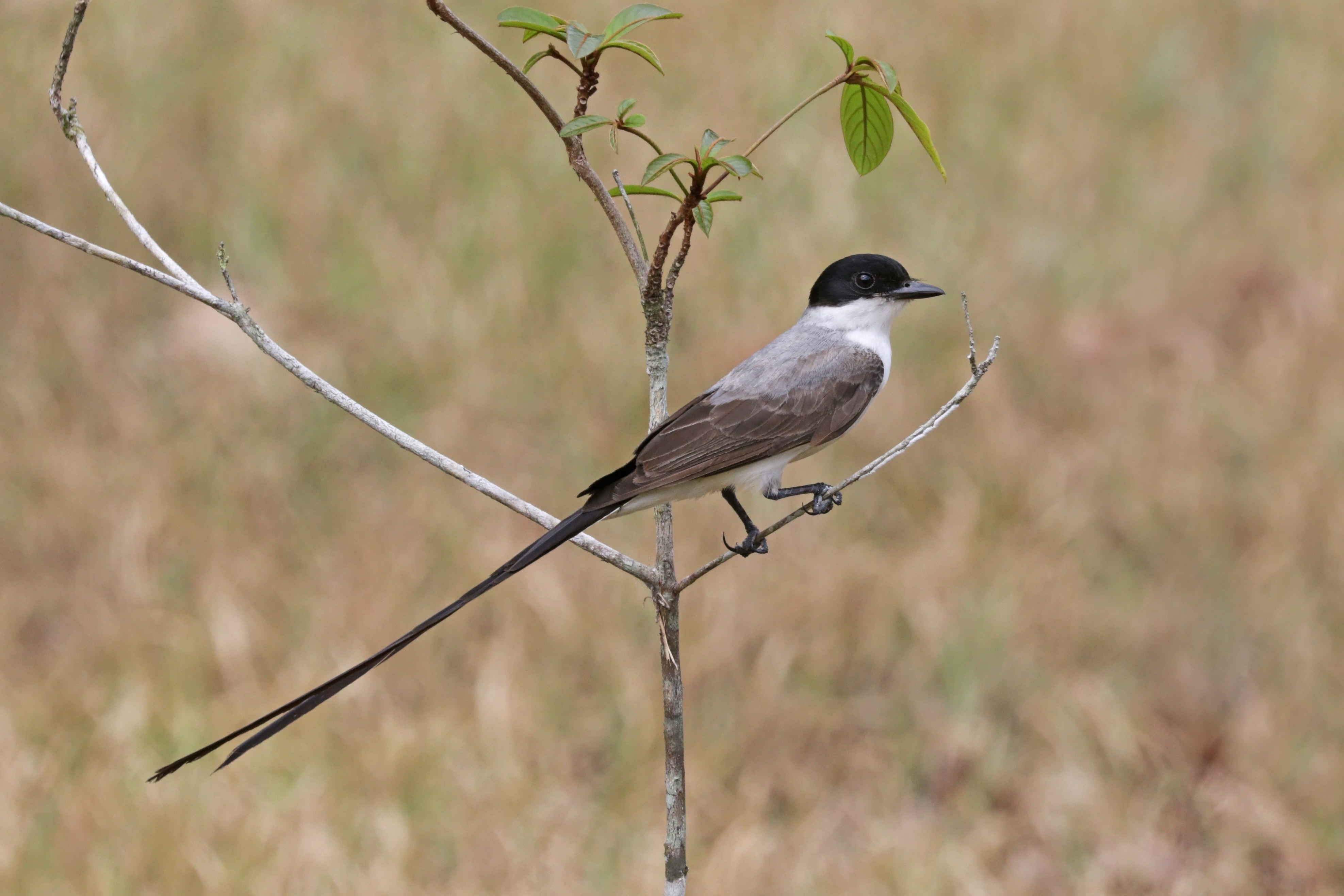
Вилохвостий тиран (Tyrannus savana)
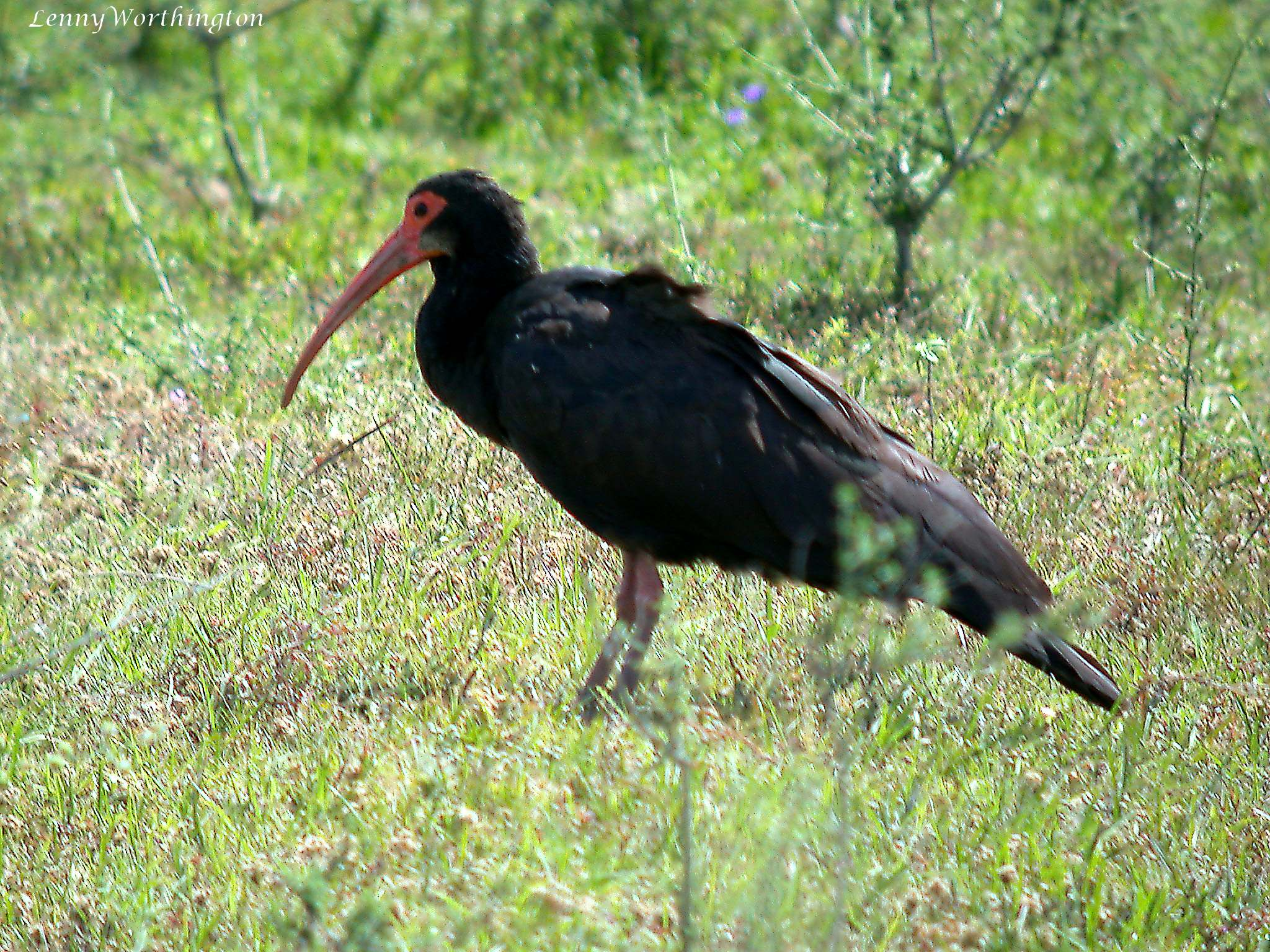
Ібіс-довгохвіст (Cercibis oxycerca)
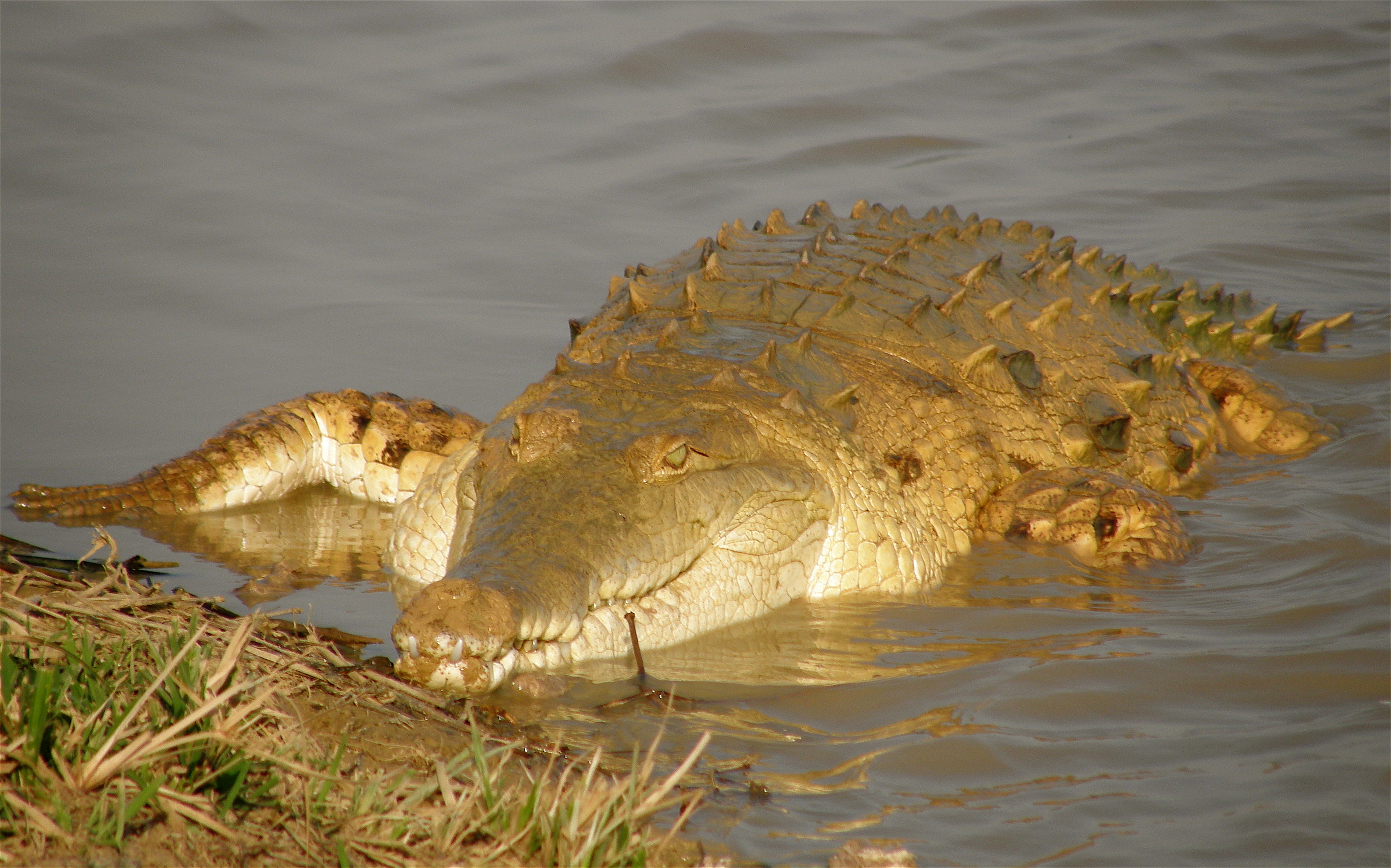
Оринокський крокодил (Crocodylus intermedius)

### Птахи
Орнітофауна Льяносу нараховує понад 650 видів птахів, з яких понад 100 видів є перелітними птахами, які зимують у Оринокії. Як і серед ссавців, більшість птахів регіону віддають перевагу галерейним лісам, а не відкритим саванам і лукам. Спеціалізованих мешканців саван у Льяносі зустрічається небагато; більшість зерноїдних видів, поширених на луках, також здатні жити серед сільськогосподарських угідь — полів та пасовищ.
Серед птахів, що зустрічаються на луках і в саванах Льяносу, слід відзначити чубату перепелицю (Colinus cristatus), бразильську горличку-інку (Columbina squammata), коричневого талпакоті (Columbina talpacoti), товстодзьобого ані (Crotophaga ani), тахете (Tapera naevia), білохвостого дрімлюгу (Hydropsalis cayennensis), колібрі-рубіна (Chrysolampis mosquitus), синьохвостого колібрі-смарагда (Chlorostilbon mellisugus), золотистого колібрі-зеленохвоста (Polytmus guainumbi), великодзьобого канюка (Rupornis magnirostris), білохвостого канюка (Geranoaetus albicaudatus), аргентинську каракару (Caracara plancus), саванову катарту (Cathartes burrovianus), американського боривітра (Falco sparverius), американського сича (Athene cunicularia), чилійську чайку (Vanellus chilensis), американського лежня (Burhinus bistriatus), двосмугу лінивку-жовтоока (Hypnelus bicinctus), тропічного тирана (Tyrannus melancholicus), вилохвостого тирана (Tyrannus savana), білоголову віюдиту (Arundinicola leucocephala), пікабуї (Machetornis rixosa), пампасового щеврика (Anthus chii), південного багновця (Ammodramus humeralis), східного шпаркоса (Sturnella magna), саванового шпаркоса (Leistes militaris), жовтоголового каруга (Chrysomus icterocephalus), гострохвостого трав'янця (Emberizoides herbicola), сивого зерноїда (Sporophila plumbea), золотодзьобого зерноїда (Sporophila intermedia), золотоголового посвіржа (Sicalis flaveola) та червонодзьобого посвіржа (Sicalis columbiana).
У лісах регіону мешкають малі міту (Mitu tomentosum), венесуельські кракси (Crax daubentoni), рожевошиї голуби (Patagioenas cayennensis), карликові кукліло (Coccycua pumila), колумбійські дрімлюги (Setopagis heterura), венесуельські аріани (Chionomesa fimbriata), гоацини (Opisthocomus hoazin), руді канюки-крабоїди (Buteogallus meridionalis), неотропічні сплюшки (Megascops choliba), світлочереві добаші (Picumnus spilogaster), малі деколи (Colaptes punctigula), чорногорлі дятли-кардинали (Campephilus melanoleucos), араканги (Ara macao), синьокрилі ари (Ara severus), червонолобі амазони (Amazona festiva), тринідадські амазони (Amazona ochrocephala), синьолобі аратинги (Thectocercus acuticaudatus), рудоволі аратинги (Eupsittula pertinax), смугасті сорокуші (Thamnophilus doliatus), північні сорокуші-малюки (Sakesphorus canadensis), рудоспинні курутії (Cranioleuca vulpina), жовтоокі тиранчики (Atalotriccus pilaris), річкові тираники (Serpophaga hypoleuca), сатрапи (Satrapa icterophrys), гіацинтові паї (Cyanocorax violaceus), амазонійські поплітники (Cantorchilus leucotis), іржасті поплітники (Thryophilus rufalbus), венесуельські різжаки (Campylorhynchus nuchalis), білоброві різжаки (Campylorhynchus griseus), голоокі дрозди (Turdus nudigenis), західні гутурами (Euphonia laniirostris), тринідадські гутурами (Euphonia trinitatis), венесуельські трупіали (Icterus icterus), потеліжники (Gymnomystax mexicanus), вохристі танагри (Stilpnia cayana), червоноплечі танагри-жалібниці (Tachyphonus phoenicius), оливкові зернолуски (Saltator olivascens) та рудобокі зернолуски (Saltator orenocensis).
У затоплюваних саванах та інших водно-болотних угіддях Льяносу зустрічається близько 70 видів водоплавних та коловодних птахів, зокрема паламедеї (Anhima cornuta), гривасті каргарки (Neochen jubata), червонодзьобі свистачі (Dendrocygna autumnalis), американські качки (Sarkidiornis sylvicola), червонолобі якани (Jacana jacana), неотропічні ябіру (Jabiru mycteria), міктерії (Mycteria americana), магуарі (Ciconia maguari), великі чепури (Ardea alba), чаплі-свистуни (Syrigma sibilatrix), рудошиї бушлі (Tigrisoma lineatum), червоні ібіси (Eudocimus ruber), чорні ібіси (Phimosus infuscatus), білокрилі ібіси (Theristicus caudatus) та майже ендемічні ібіси-довгохвости (Cercibis oxycerca). Також майже ендемічними представниками екорегіону є колумбійські добаші (Picumnus squamulatus), венесуельські м'якохвости (Phacellodomus inornatus), прирічні пію (Synallaxis beverlyae), берегові ади (Knipolegus orenocensis), венесуельські бієнтевіо (Phelpsia inornata) та чорнощокі пароарії (Paroaria nigrogenis).

### Інші види
Герпетофауна екорегіону характеризується доволі високим різноманіттям, однак дуже низьким рівнем ендемізму, порівняно з сусідніми регіонами. У венесуельській частині Льяносу було зареєстровано 36 видів амфібій та 75 видів плазунів, а у колумбійській частині — 28 видів амфібій та 119 видів плазунів. Характерними представниками регіону є рідкісні, майже ендемічні оринокські крокодили (Crocodylus intermedius) — одні з найбільших крокодилів світу, які колись у великій кількості зустрічалися у водно-болотних угіддях Льяносу, однак наразі перебувають на межі зникнення. Також у водоймах регіону мешкають крокодилові каймани (Caiman crocodilus), зелені анаконди (Eunectes murinus), оринокські щитоногі черепахи (Podocnemis vogli) та рідкісні черепахи аррау (Podocnemis expansa), найбільші південноамериканські річкові черепахи, які можуть важити понад 50 кг. У відкритих саванах поширені льяноські батогохвости (Cnemidophorus gramivagus), трав'яні аноліси (Anolis auratus) та рівносмугі коралові аспіди (Micrurus isozonus). Серед поширених в регіоні амфібій слід відзначити бананову райку (Boana platanera) та ропуху-ага (Rhinella marina). 
У Венесуельському Льяносі зареєстровано близько 300 видів риб. Під час сезону дощів, коли відбувається суттєве розширення площі водно-болотних угідь, а глибина води у річках збільшується, чисельність та видове різноманіття водної фауни значно збільшується. Натомість під час посухи лише деякі риби, які мають адаптації для дихання атмосферним киснем, можуть вижити поза річками, враховуючи, що висока температура (30-40 °C) та погана циркуляція води спричиняють різке зменшення кількості розчиненого у воді кисню. Наразі у багатьох водно-болотних угіддях регіону найпоширенішим видом риб є інтродуковані мохарри Краусса (Caquetaia kraussii).

## Населення і господарство

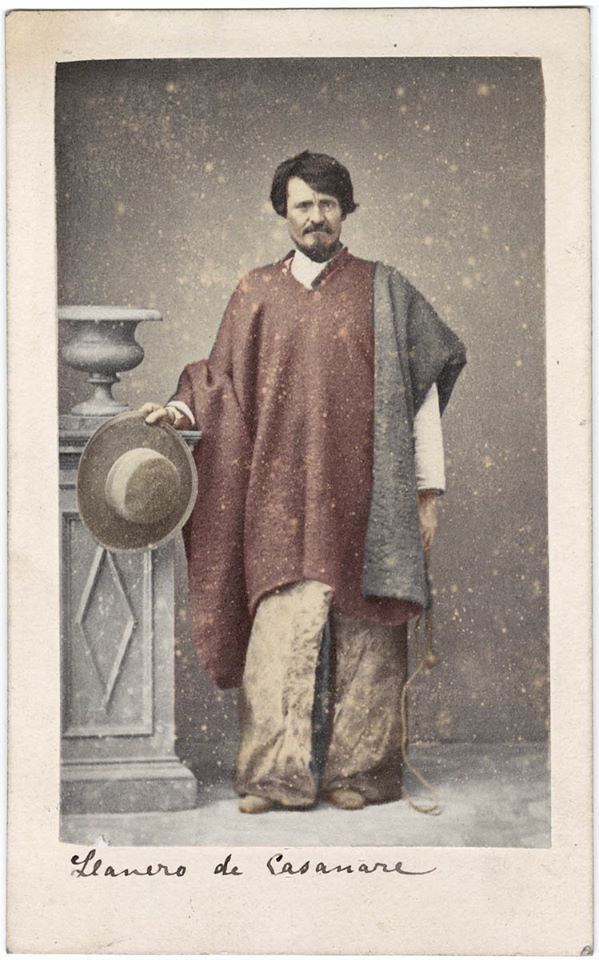
Льянеро (фотографія XIX ст.)

До корінних народів Льяносу належать гуахібо, які мешкають на заході регіону, в Колумбії та Венесуелі, яруро, які мешкають у Венесуелі на сході регіону, а також деякі інші народи. Гуахібо історично вели переважно кочовий спосіб життя, займалися мисливством, збиральництвом та рибальством. З часом деякі громади перейшли до осілого способу життя та почали вести підсічно-вогневе землеробство, вирощувати маніок, батат, ямс, квасолю, цукрову тростину, манго, ананаси, тютюн та аннато. Яруро або пуме поділяються на дві групи: річкові пуме, які живуть осілими громадами вздовж річок, та саванні пуме, які продовжують вести напівкочовий спосіб життя.
З часів іспанської колонізації основним видом економічної діяльності у Льяносі був випас мільйонів стад великої рогатої худоби. Серед льянеро — пастухів, які доглядали за стадами, склалася окрема культура, яка у багатьох елементах була подібною до культури гаучо з південноамериканської пампи та вакеро з Мексики. Музичний стиль льянеро, відомий як хоропо, став національним стилем Венесуели, а самі льянеро — частиною венесуельського національного міфу.
Десятиліття екстенсивного скотарства змінили екологію Льяносу. Луки та савани часто спалювали, щоб зробити їх більш придатними для випасу худоби та знищити дерева та чагарники. Деякі немісцеві трави були інтродуковані як корм для худоби, і наразі вони вкривають великі площі. Частину колишніх сезонних затоплюваних саван Льяносу було перетворено на сільськогосподарські угіддя, зокрема на кукурудзяні та рисові поля.

## Збереження

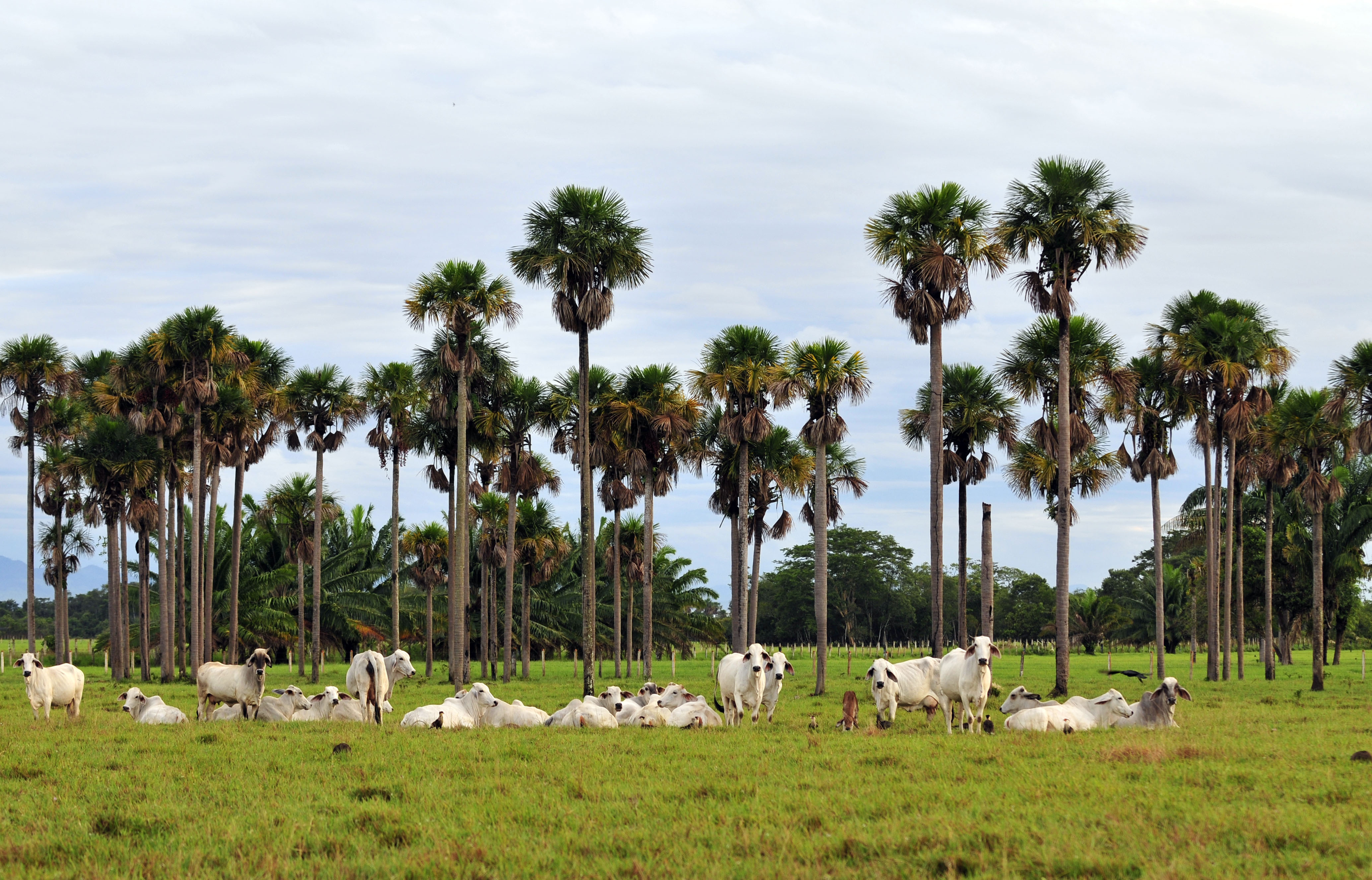
Худоба у Колумбійському Льяносі

Природа Льяносу зазнала низки серйозних трансформацій, пов'язаних із господарською діяльністю людей. Скотарство є, безумовно, основним видом діяльності в регіоні: станом на початок XXI століття тут налічувалося 15 мільйонів голів великої рогатої худоби. З огляду на низьку якість місцевих трав, для підвищення якості корму регулярно навмисно здійснюються пожежі, ліси вирубуються для збільшення площі пасовищ, а природні савани замінюються пасовищами, на яких переважають інтродуковані види трав. Основними інвазивними видами, поширеними у Льяносі, є чотири види африканських злаків: мелясова трава (Melinis minutiflora), яка особливо успішна на високих рівнинах, руда гіпарренія (Hyparrhenia rufa), яка переважно поширена у низинних саванах з бідними ґрунтами, гвінейська трава (Megathyrsus maximus), яка поширена у вологих та відносно родючих районах, та буйволова сигнальна трава (Urochloa mutica), яка поширена у періодично затоплюваних саванах. У Колумбійському Льяносі пасовища, на яких переважають інтродуковані трави, займають 1,3 мільйони га, а у Венесуельському Льяносі — близько 4 млн га.
В регіоні швидко зростає площа полів, на яких вирощується здебільшого кукурудза та рис. Ці посіви приваблюють величезні зграї перелітних птахів, таких як білоголові свистачі (Dendrocygna viduata), червонодзьобі свистачі (Dendrocygna autumnalis), руді свистачі (Dendrocygna bicolor) та лускуни (Spiza americana), які завдають їм серйозної шкоди. У відповідь власники ранчо масово вбивають цих птахів.
У Венесуельському Льяносі спостерігається найвищий рівень вирубки лісів у країні. Між 1950 і 1975 роками тут було вирубано 1,3 мільйона га лісів, а до кінця XX століття ліси продовжували вирубувати зі швидкістю 34 000 га на рік. Подібна ситуація спостерігається в передгір'ях Колумбійської Оринокії, де між 1979 і 1988 роками було вирубано 4,4 % лісів. Натомість наприкінці XX століття більше півмільйона гектарів саван у Монагасі було перетворено на плантації карибських сосен (Pinus caribaea var. hondurensis). Сосни повністю витісняють первинну саванну рослинність, що значно впливає на фауну в цих районах. У місцях, де соснові насадження вирубуються, спостерігаються деякі ознаки порівняно швидкого відновлення саван, але для досягнення майже природного стану потрібно щонайменше 20 років.
Майже 3 мільйони гектарів Венесуельського Льяносу постраждали від розвитку нафтової промисловості. Вона може спричинити широкий спектр порушень, таких як вирубка лісів, фрагментація середовища існування внаслідок будівництва доріг, збільшення кількості населених пунктів, а також забруднення повітря та води.
Екорегіон Льяносу також найбільше постраждав від будівництва дамб у Венесуелі. По всьому регіону було створено тисячі невеликих постійних ставків, створених землевласниками для забезпечення водою худоби під час посухи. У затоплюваних саванах була створена мережа невеликих гребель, метою якої є контроль повеней під час сезону дощів та економія води. Ця трансформація повністю змінила гідрологічний цикл цих саван, штучно збільшивши рівень повеней та майже ліквідувавши посуху. Внаслідок цих змін різноманіття затоплюваних саван зменшилося майже вдвічі, однак худоба, а також водна та водно-болотна фауна отримала від них користь.

### Природоохоронні території
Оцінка 2017 року показала, що 105 323 км², або 28 % екорегіону, є заповідними територіями. Природоохоронні території включають: Національний парк Агуаро-Гуарікіто, Національний парк Сантос-Лусардо та Природний заповідник Каньйо-Гуарікіто у Венесуелі, а також Національний природний парк Ель-Тупарро в Колумбії.